# Токівське
То́ківське — селище в Україні, у Грушівській сільській громаді Криворізького району Дніпропетровської області. Населення — 1 699 осіб. 

## Географія
Селище Токівське розташоване за 163 км від обласного центру, 68 км від районного центру та 23 км на схід від міста Апостолове, на правому березі річки Кам'янка. На півдні межує з селищем Тік, на сході — з селом Усть-Кам'янка та на заході — з селом Червоний Тік. Селище складається з двох частин, рознесених на 1 км. Східна, менша частина — це колишній хутір Мар'ївський. До селища веде відгалужень залізнична лінія, на якій розташовувалася колишня станція Пам'ятка. Найближча залізнична станція Тік (за 4 км), на якій зупиняються приміські поїзди Нікопольського та Криворізького напрямків.

## Історія
Історія Токівського розпочинається з початку 1860-х років XIX століття, після проведення аграрної політики відміни кріпосного права в Росії 1861 року. До реформи землі нижньої течії річки Кам'янки належали поміщику Твердомедову, які використовувались в основному для випасу овець.
Один із перших поселенців селища був Кравченко Макар у 1861 році, його іменем первоначально був названий Хутір — Макари. Після 1861 року поміщик Твердомедов виділив неродючі землі кріпосним. Кожній сім'ї відвели по три десятини землі і селяни повинні були себе відкупати разом із землею до 1881 року. Ці землі були порізані балками і виступами кристалічних порід. Більш родючі землі біля річки Кам'янки пан продав заможним селянам із найближчих сіл, в основному з села Марійського, був названий Мар'ївкою, в честь переселенців — Мар'янців.
Оскільки землі навколо Макарів були неродючими, то щоб як-небудь вижити селяни почали відкривати кар'єри, вручну добувати граніт. Так було покладено початок розробці граніту в цій місцевості.
Після Жовтневого перевороту була створена Базавлуцька артіль, яка проводила сезоні роботи з видобутку та обробки граніту.
У 1925—1926 роках з'явилась нова організація «Московська контора». З 1926 року створений «Адміністративний відділ організацій інженерів», що виконував роботи із замовленням закордонних компаній доставки граніту на потреби будівництва залізниць та мостів.
По закінченню німецько-радянської війни розробку граніту взяв на себе «Укрнерудпром».
У 1952 році створено Токівське будівельно-монтажне управління трестів. В цей час у Токівському починається будівництво одно та багатоповерхових будинків, гуртожитків, магазинів, школи. У 1953 році відкритий Будинок культури.
У 1954 році побудували Токівську середню загальноосвітню школу. У 1968 році почала діяти дільнична лікарня. Два відділення: терапевтичне та психоневрологічне, розраховані на 25 та 30 ліжок, а також здійснюється амбулаторний прийом хворих.
У 1988 році утворена Токівська сільська рада. Перший голова — Столярова Людмила Микитівна. Станом на 1 січня 1999 року на території Токівської сільської ради зареєстровано та працює чотири промислових підприємства, які займаються видобутком та розробкою граніту. Продукція Токівського кар'єра йде на виконання різних відповідних монументальних замовлень в Україні та країнах СНД.
19 липня 2020 року, в результаті адміністративно-територіальної реформи та ліквідації Апостолівського району, селище увійшло до складу новоутвореного Криворізького району.

## Населення
За переписом УРСР 1989 року чисельність наявного населення селища становила 1948 осіб, з яких 919 чоловіків та 1029 жінок.
За переписом населення України 2001 року в селищі мешкало 1716 осіб.

## Мова
Розподіл населення за рідною мовою за даними перепису 2001 року:
| Мова       | Відсоток |
| ---------- | -------- |
| українська | 93,23 %  |
| російська  | 6,65 %   |

## Економіка
- Токівський гранітний кар'єр.
- Токівський кар'єр гранітного блоку.
- ТОВ «Горкіс граніт».
- ТОВ «Камінь України».
- ТОВ «Апельсин».
- ТОВ «Беютага».

## Заклад освіти
- Середня загальноосвітня школа.

## Персоналії
Під керівництвом директора Камнедробарного заводу, який очолював 22 роки Бобир Юрій Іванович, в 1963 році було створено хоровий колектив за участю 120 чоловік, а в 1965 цьому художньому колективу було присвоєно звання «народного». На сьогоднішній день працює послідовник цього колективу ансамбль «Веснянка», який радує своїх односельчан чарівними українськими піснями.
Токівська земля гордиться своїм земляком — збирачем і пропагандистом української народної пісні нашого краю, жителем с. Новосеменівки Віктором Івановичем Кириленком. Його називають в районі, області Апостолівським кобзарем. За своє життя В. І. Кириленко записав з вуст старожилів сіл понад 200 пісень.
- Шматко Дмитро Ігорович (1994—2017) — солдат Збройних сил України, учасник російсько-української війни.

## Пам'ятки

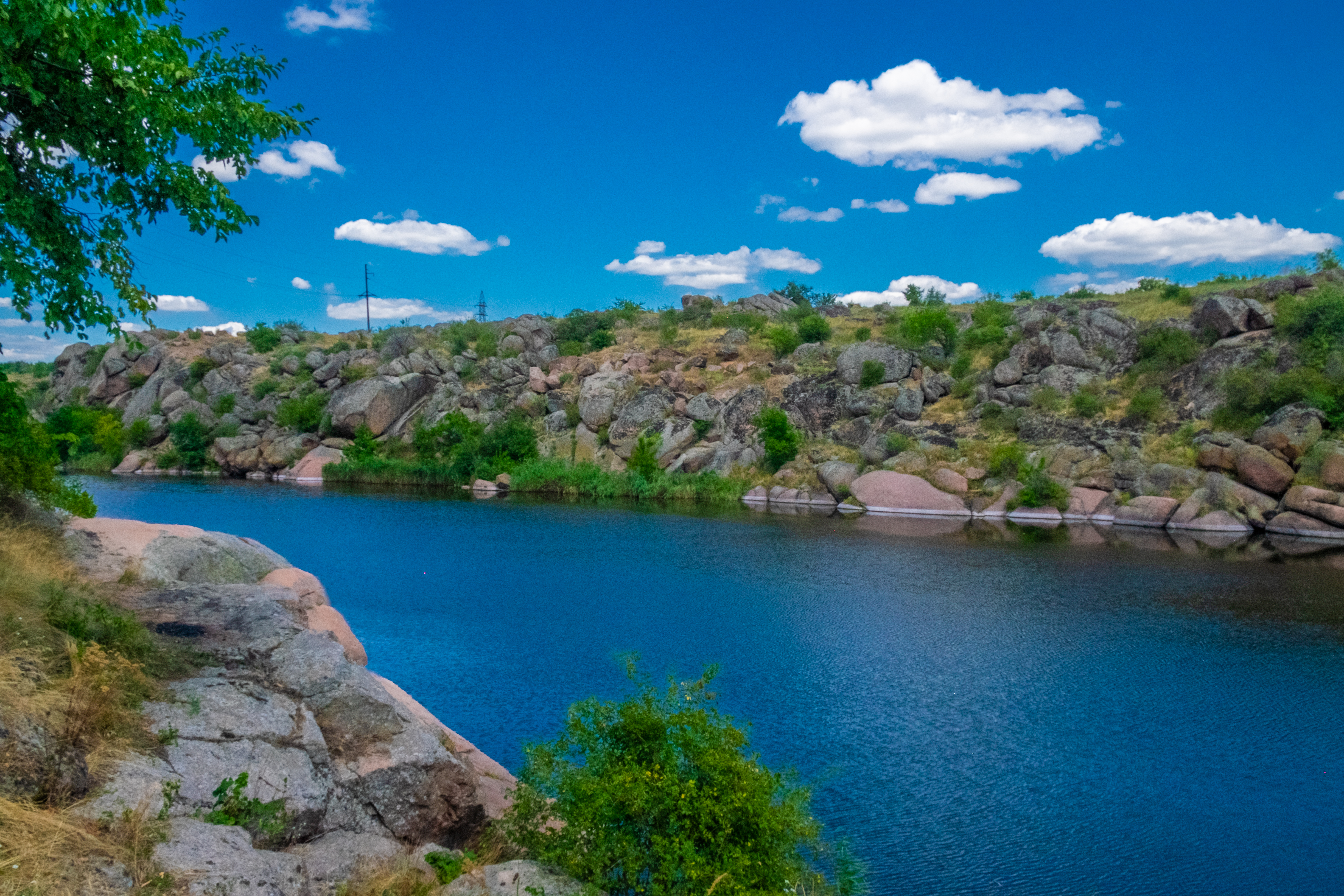
Токівський каньйон

У селі є пам'ятник воїнам, що загинули в боях за наше сьогодення. Ця монументальна споруда — справа рук колективу Токівського каменедробарного заводу. З надр землі він добуває рожевий граніт, що виблискує в стінах Мавзолею В. І. Леніна, в постаментах і пам'ятниках визначним людям нашої епохи в багатьох містах країни.
Поблизу села розташований водоспад на річці Кам'янка, який є гідрологічною пам'яткою природи місцевого значення та геологічна пам'ятка природи місцевого значення Мальовничий каньйон на річці Кам'янці в Токівських гранітах.
Токівські водоспади — одне з туристичних місць Дніпропетровської області, за 160 км від міста Дніпра, природна пам'ятка розташована посеред українських степів і саме там є можливість побачити, як виглядали колись Дніпрові пороги. Поруч знаходиться унікальний карьєр, де видобуваои рожевий граніт. Гранітні брили і досі окаймляють береги річки, на якій знаходиться водоспад.

## Релігія
В селищі знаходяться наступні релігійні споруди:
- Храм Святого Апостола Іакова (вул. Центральна, 43);
- Молитовний дім Церкви ВСЦ ЄХБ (вул. Набережна, 15);
- Церква Адвентистів сьомого дня (вул. Світла, 15).